# エイミー・コガ
エイミー・コガ（Eimi Koga、1995年8月26日 - ）は、アメリカ合衆国ハワイ州出身の女子プロゴルファーである。ミツウロコグループホールディングス所属。

## 経歴
長崎県佐世保市生まれ。父は日本人で、母はブラジル出身の韓国系アメリカ人。その後ブラジル、日本、ハワイ州、ニューヨーク州を経て、ハワイ州に住む。
父親の影響で8歳からゴルフを始める。ジュニア時代の主な成績として2007年の「ゴルフダイジェスト・ジャパンジュニアカップ」（女子9～11歳の部）3位、2010年の「IMGアカデミー世界ジュニアゴルフ選手権」（女子13～14歳の部）優勝等がある。
ワシントン大学に進むが、2015年にハワイ大学に籍を移す。
2015年12月、古賀エイミ名義で日本女子プロゴルフ協会（JLPGA）ファイナルクォリファイングトーナメント（QT）に進出して96位。
2016年からTPD単年登録者（呼称は当時）として（後述のプロテスト合格までの期間）エイミー・コガ名義で試合に出場、年間獲得賞金ランキング（賞金ランク）154位。同年11月に開催されたセカンドQTのC地区で72位に終わり翌年の出場権を得られなかった。
2017年は主に韓国ツアーに参戦。同年古賀えいみ名義でファイナルQT44位。
2018年から大阪を拠点に活動、エイミー・コガ名義で主にJLPGAツアーに参戦、同年7月JLPGA最終プロテストをトップ合格、JLPGA90期となる。最終的に賞金ランク76位。同年11月ファイナルQT20位。
2019年2月、加賀電子所属となる事が発表された。同年3月に開催された「ダイキンオーキッドレディスゴルフトーナメント」において自身最高位となる2位タイに入る。その後「第1回リランキング」8位、「第2回リランキング」12位と年間を通して出場資格を与えられた。最終的に賞金ランク41位となり自身初のシード入りを果たした。
2020年シーズン開幕時点で所属フリーとなる。

## TV番組
- ゴルフサバイバル - 2018年9月の陣, チャンピオン大会, トッププロ大集結SP (BS日テレ)